# Hello Destroyer
Hello Destroyer é um filme canadense dirigido por Kevan Funk que teve sua estreia mundial em 2016 no Festival Internacional de Cinema de Toronto. O filme é estrelado por Jared Abrahamson como um executor de um time de hóquei que enfrenta consequências difíceis quando uma batida em um jogador adversário durante um jogo se torna mais violenta do que o pretendido. Foi indicado para quatro prêmios Canadian Screen Awards, incluindo Melhor Filme.

## Elenco
- Jared Abrahamson como Tyson Burr
- Kurt Max Runte como treinador Dale Milbury
- Joe Buffalo as Eric
- Paul McGillion como Ron Burr
- Sara Canning como Wendy Davis

## Produção
De acordo com Funk, sua intenção era fazer um filme que explorasse a violência institucional e sistêmica ao invés de um filme de esportes em si; ele escolheu um cenário relacionado ao hóquei, pois representava uma instituição cultural "agressivamente canadense" que tem uma relação complexa com violência e masculinidade tóxica, e afirmou que se estivesse fazendo o mesmo filme nos Estados Unidos, provavelmente teria escolhido um cenário militar.
O filme foi gravado principalmente em Prince George, British Columbia, incluindo no CN Center.

## Recepção
No agregador de críticas Rotten Tomatoes, que categoriza as opiniões apenas como positivas ou negativas, o filme tem um índice de aprovação de 100% calculado com base em 11 comentários dos críticos. Por comparação, com as mesmas opiniões sendo calculadas usando uma média aritmética ponderada, a nota é 3,4/5. O
Vice Sports descreveu o filme como "sobre como a violência é cultivada, exibida e depois punida dentro de um conjunto de instituições que exigem que sua presença seja lucrativa".